# Ochreinauclea missionis
Ochreinauclea missionis là một loài thực vật thuộc họ Rubiaceae. Đây là loài đặc hữu của Ấn Độ. Chúng hiện đang bị đe dọa vì mất môi trường sống.

## Hình ảnh

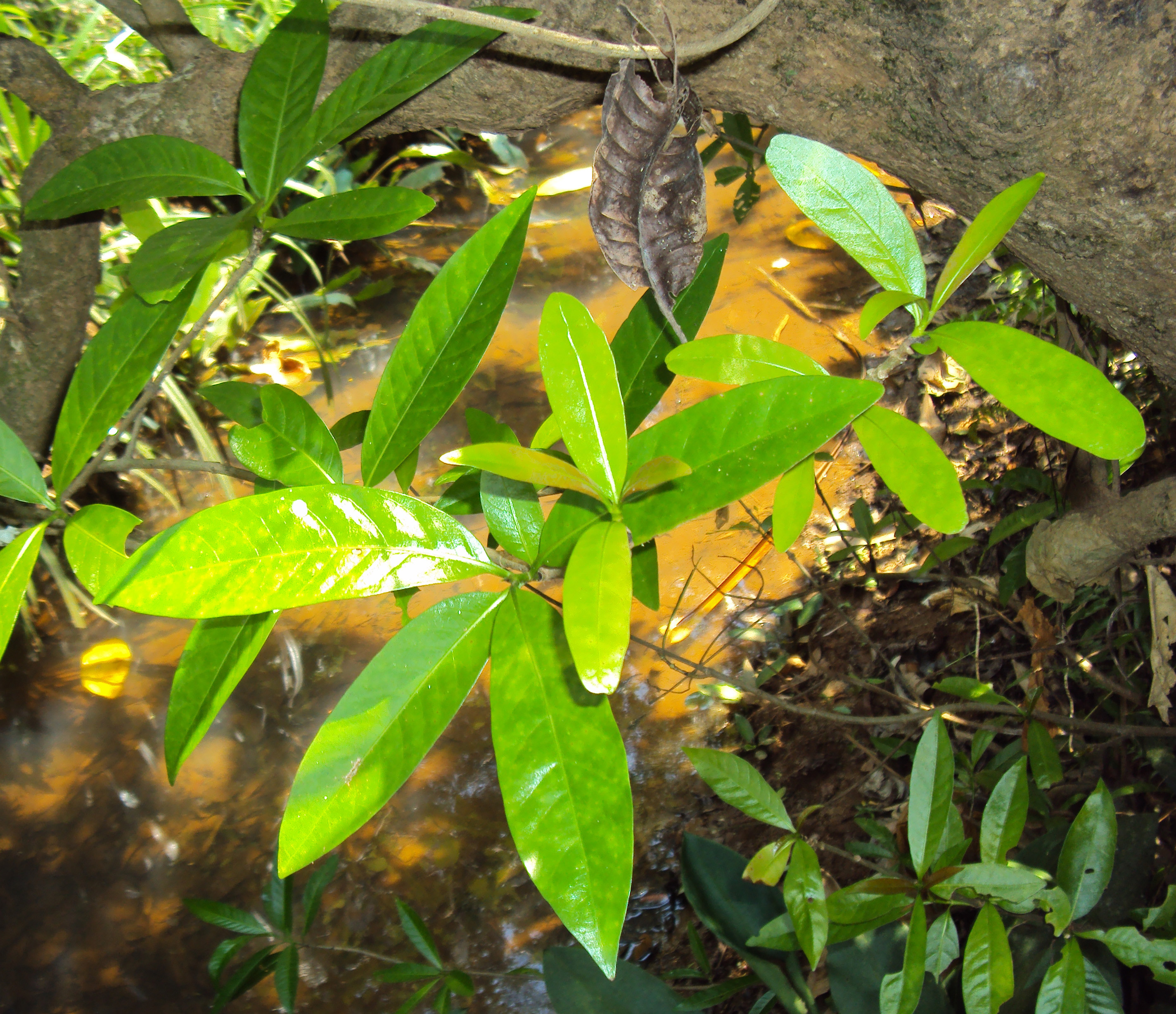
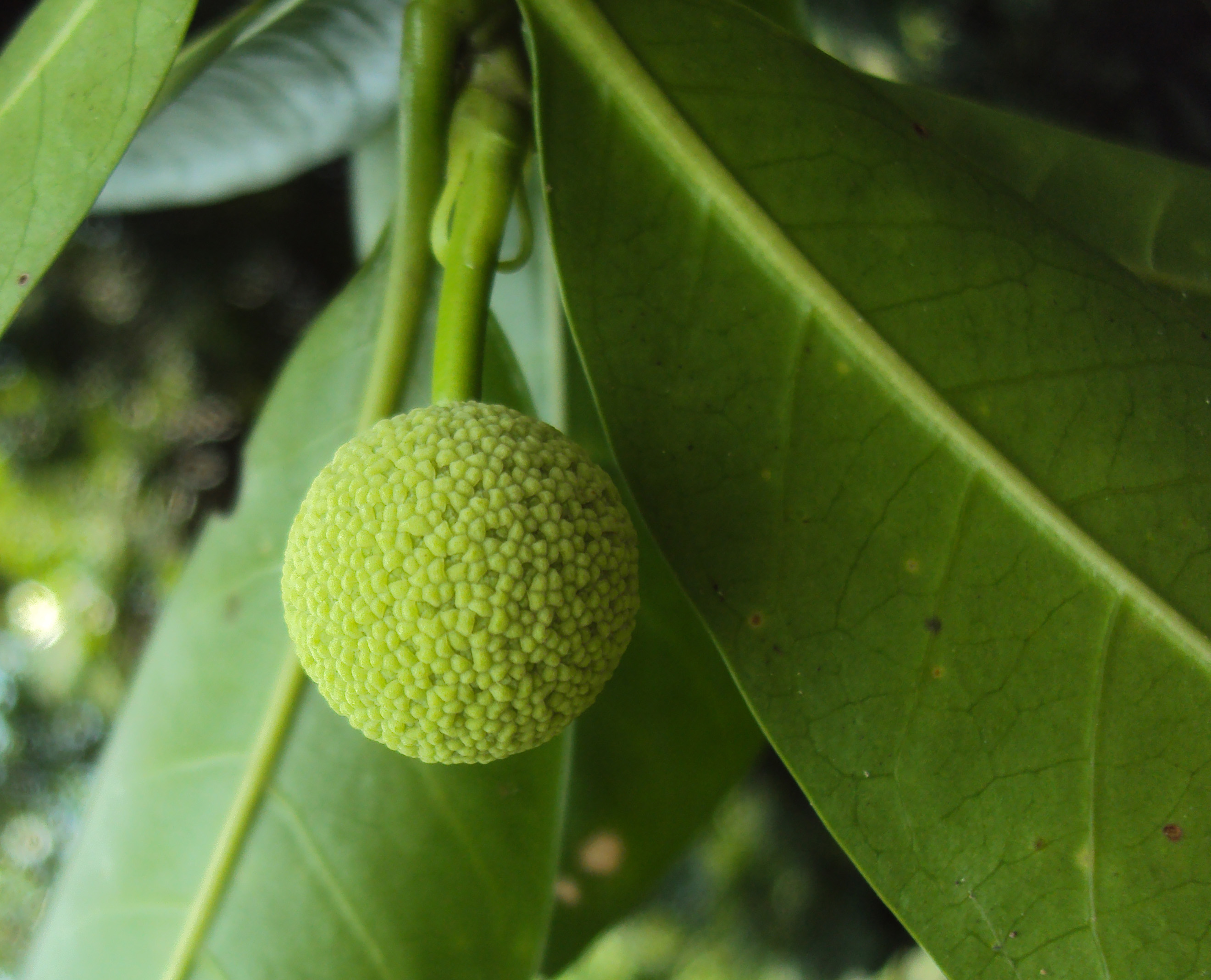
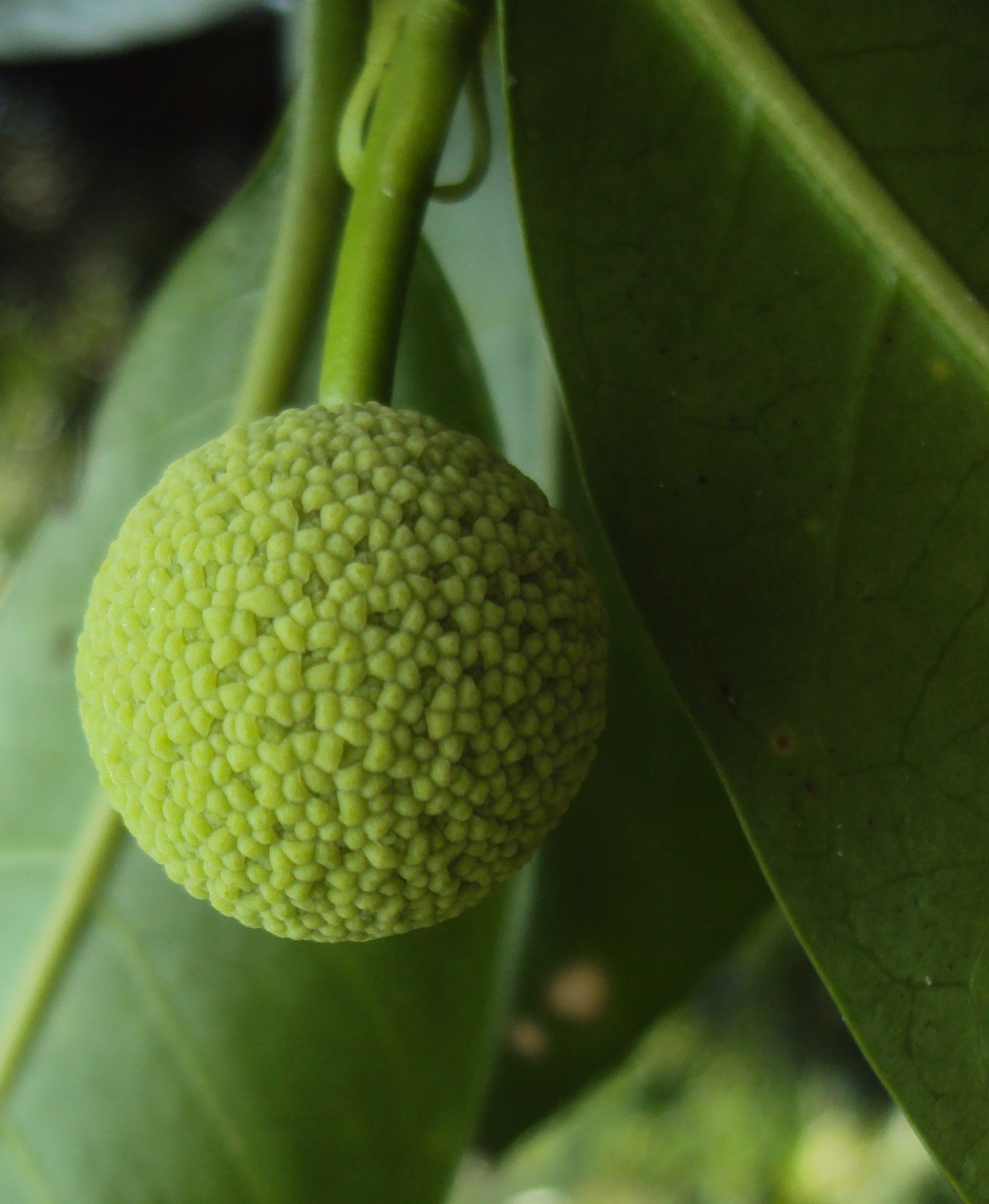
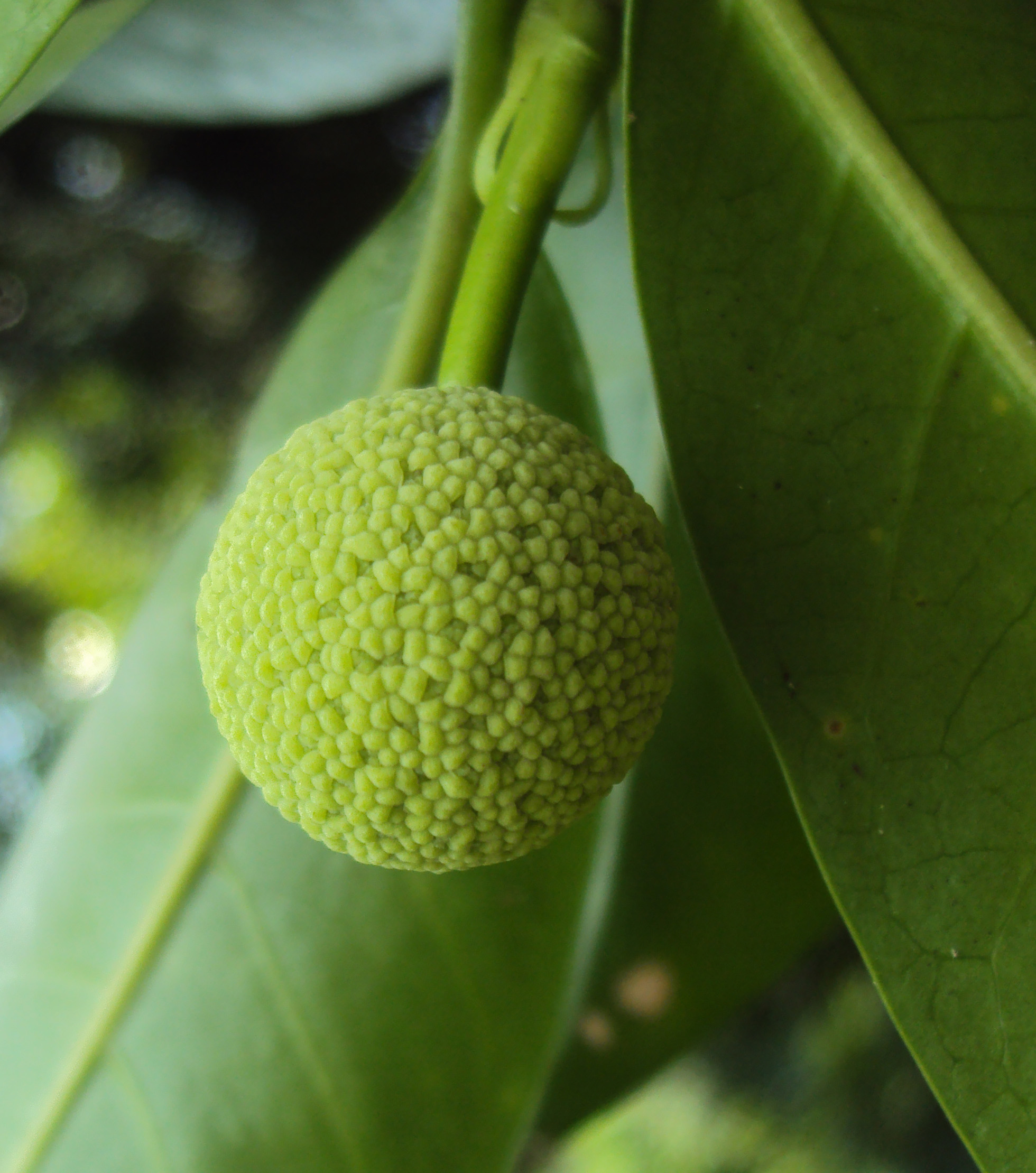